# アガタウマス
アガタウマス（Agathaumas　「偉大なる奇跡」の意味）は白亜紀後期（マーストリヒト期、6600万年前）に現在のアメリカ、ワイオミング州に生息した大型の角竜類恐竜の疑わしい属名の一つである。属名は古代ギリシャ語で「大いなる」を意味するαγαν（agas）と「奇跡」あるいは「驚異」を意味するθαύμα（thauma） に由来している。体長約9 m、体重6 tと推定され、発見当時最大の動物であった。 
詳細はほとんどわかっていないが、最初に発見された角竜類である。最初の標本は骨盤、仙椎、肋骨のみであり、これらの骨はケラトプス科の種の中では違いが少ないため、一般的にこの種は疑問名とみなされている。一時、トリケラトプスのシノニムと考えられたが、この属は首から後の化石しか知られておらず比較は困難である。

## 研究史
アガタウマスの化石は最初、1872年にワイオミング州南西部で発見された。この化石はフィールディング・ブラッドフォード・ミークおよびH.M. Bannisterによりワイオミング州、ビタークリーク近郊にあるランス累層（当時はララミー累層と考えられていた）で貝の化石を探す中で発見された。ミークとBannisterはフェルディナンド・ヴァンデヴィア・ヘイデンの地域の地質調査のために雇われており、この発見はエドワード・ドリンカー・コープに通知された。コープは自身でBlack Butte近郊の尾根を捜索し、ミークの発掘場所を見つけ、石炭鉱脈の近くに巨大な骨が突き出しているのを発見した。この骨は枝木や葉の化石とともに砂と粘土の堆積物の中に保存され、森林の生物だったことを示唆している。コープは後（1873年）にこの骨格を「巨人の王子たちの1人の残骸」として記述している。発見の後1872年に、コープはこの恐竜をその巨体と化石とともに見つかった岩石を反映して、Agathaumas sylvestris つまり「驚くべき森林の住人」として記載、命名した。当時、この化石は既知では史上最大の陸上動物であり（この状況はモリソン層で巨大な竜脚類が発見されるまで続く）、アガタウマスという名はコープのこの発見による興奮の一例として位置づけらる。
コープとそのチームは結局、完全な骨盤、仙椎、いくつかの肋骨を発掘した。これは最初の角竜類の化石の発見であったが、コープはアガタウマスが正確にはどんな種類の恐竜か分からず（ハドロサウルス類の可能性があると考えていた）、判明するのは1889年にオスニエル・チャールズ・マーシュがトリケラトプスを記載したときであった
1889年の論文において、コープはケラトプスの化石は少なすぎるとして、マーシュの創設したケラトプス科をアガタウマス科（Agathaumidae）と改名している。

## 種
タイプ種:
- Agathaumas sylvestris Cope, 1872; 16個の胴から尾にかけて椎骨、部分的な骨盤、いくつかの肋骨

かつてアガタウマス属に分類された種:
- A. flabellatus (Marsh, 1889/Scott, 1900);Triceratops horridusに含まれる。
- A. milo (Cope, 1874); Thespesius occidentalisに含まれる。
- A. monoclonius (Breihaupt, 1994);疑問名、Monoclonius sphenocerusに含まれる。
- A. mortuarius (Cope, 1874/Hay, 1902);疑問名、Triceratops horridusに含まれる。
- A. prorsus (Marsh, 1890/Lydekker, 1893);Triceratops prorsusに含まれる。
- A. sphenocerus (Cope, 1890);疑問名、Monoclonius sphenocerusに含まれる。

不運にも、見つかった化石は下半身のもので、角竜類では特に識別することが出来ず、アガタウマスは疑問名とされている。この領域では他の化石は発見されていないが、大きさと岩石の年代から判断してトリケラトプスのものである可能性がある。

## ナイトによる復元図

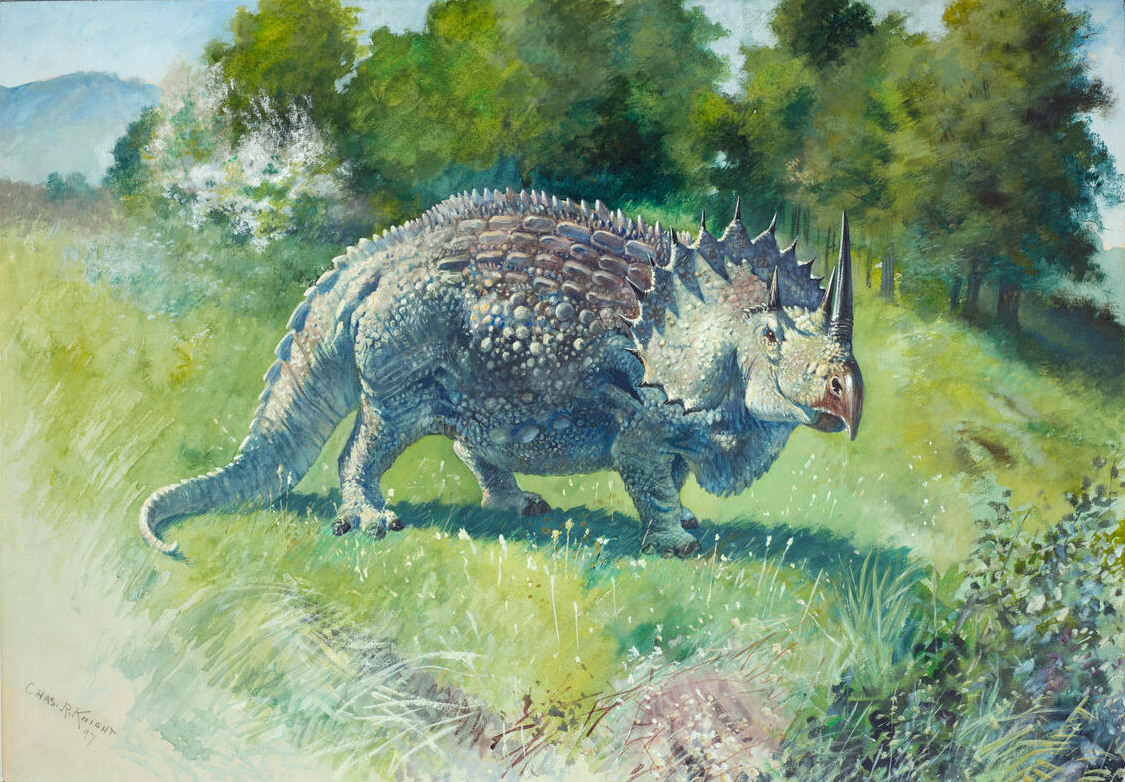
1897年のナイトによるアガタウマスの復元図

1897年に画家チャールズ・ナイトはコープの依頼でアガタウマスを描いた。この作品は後に映画『ロスト・ワールド』に登場するアガタウマスの模型の元になった アガタウマスはその後も様々な姿で表されている。

## 参照
1. 1 2 3 4  Breithaupt, B.H. (1999). "First Discovery of Dinosaurs in the American West." Pp. 59-65 in Gillette, D.D. (ed.), Vertebrate Paleontology In Utah. Utah Geological Survey. ISBN 1-55791-634-9, ISBN 978-1-55791-634-1
2. ↑  Breithaupt, B.H. (2001). "Passport-In-Time Microvertebrate Fossil Project at the University of Wyoming Geological Museum: Late Cretaceous Paleontological Resources in the Public Eye." Pp. 107-112 in Santucci, V.L., and McClelland, L. (eds.), Proceedings of the 6th Fossil Resources Conference, United States Department of Interior - National Park Services - Geological Resources Division.
3. ↑  Cope, E.D. (1873). "The monster of Mammoth Buttes." Pennsylvania Monthly, 4: 521-534.
4. ↑  Cope, E.D. (1872). "On the existence of Dinosauria in the Transition Beds of Wyoming." Proceedings of the American Philosophical Society, 12: 481-483.
5. ↑  Cope, E.D. (1889). "The horned Dinosauria of the Laramie." The American Naturalist, 23: 715-717.
6. ↑  http://silentmoviemonsters.tripod.com/TheLostWorld/LWDELGADO.html

- Peter Dodson; The Horned Dinosaurs (1996)
- Don Glut; The Dinosaur Scrapbook